# 黄垟乡
黄垟乡，是中华人民共和国浙江省丽水市青田县下辖的一个乡镇级行政单位。

## 行政区划
黄垟乡下辖以下地区：
石平川村、峰山村、金坑村、石坑岭村、金坑口村、外黄垟村、底黄垟村和底项村。